# Scratch Acid
Scratch Acid foi uma banda rock norte-americana formada em 1982, originária de Austin, Texas. Quando começou, sua formação foi Steve Anderson (vocais), David Wm. Sims (guitarra), Brett Bradford (guitarra), David Yow (baixo) e Rey Washam (bateria). Anderson foi expulso da banda antes de eles gravarem o seu primeiro álbum, o que levou Yow para ir para os vocais e Sims para se deslocar para o baixo.

## Discografia
- 1984 Scratch Acid
- 1986 Just Keep Eating
- 1987 Berserker
- 1991 The Greatest Gift